# 원주시

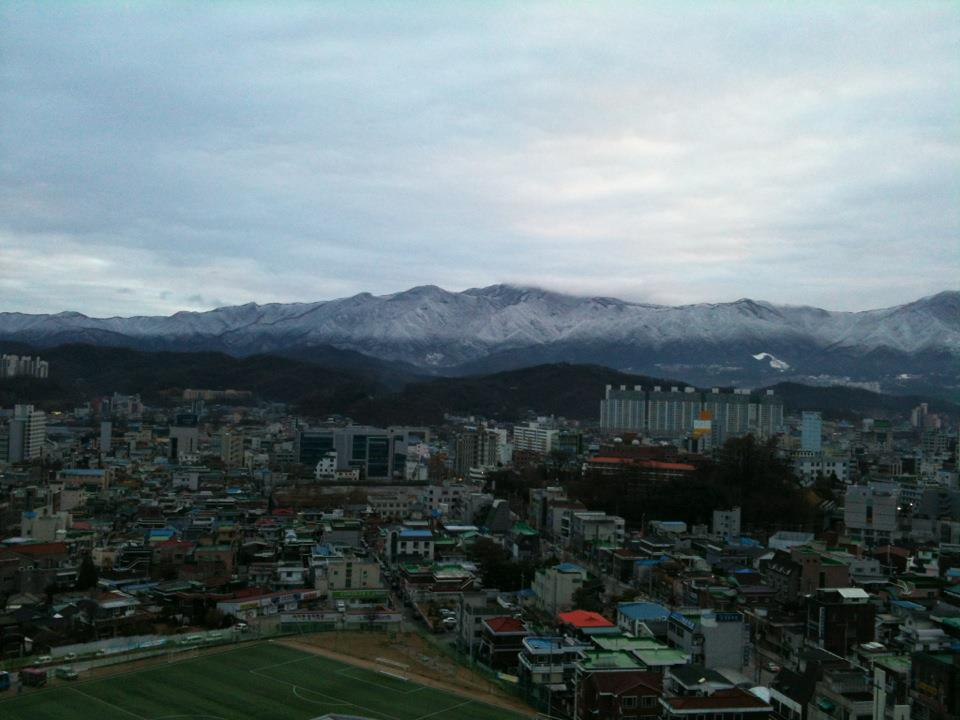
원주시 구 도심 전경
멀리서 보이는 산봉우리는 치악산이다.

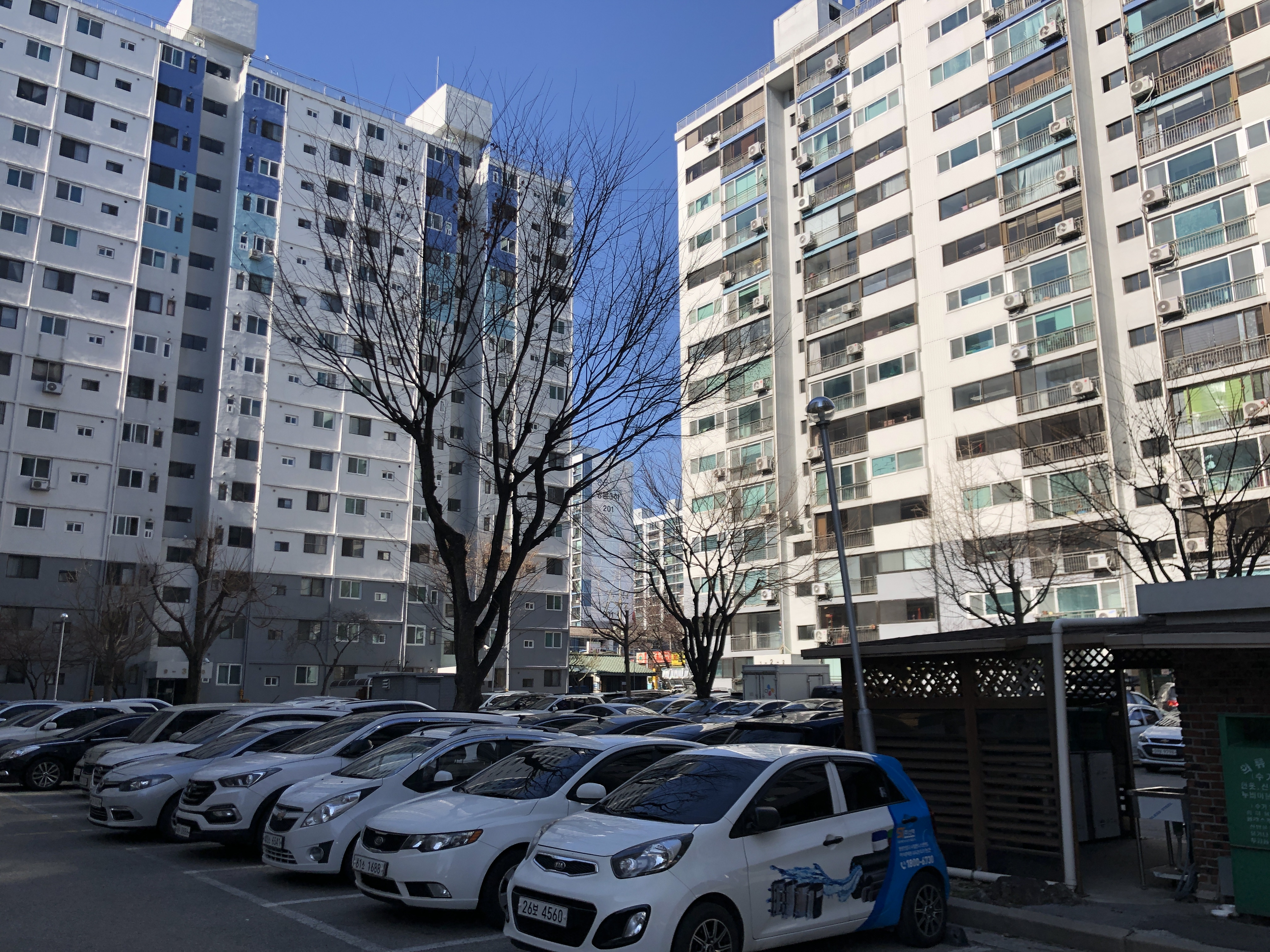
원주시 명륜삼성아파트 전경

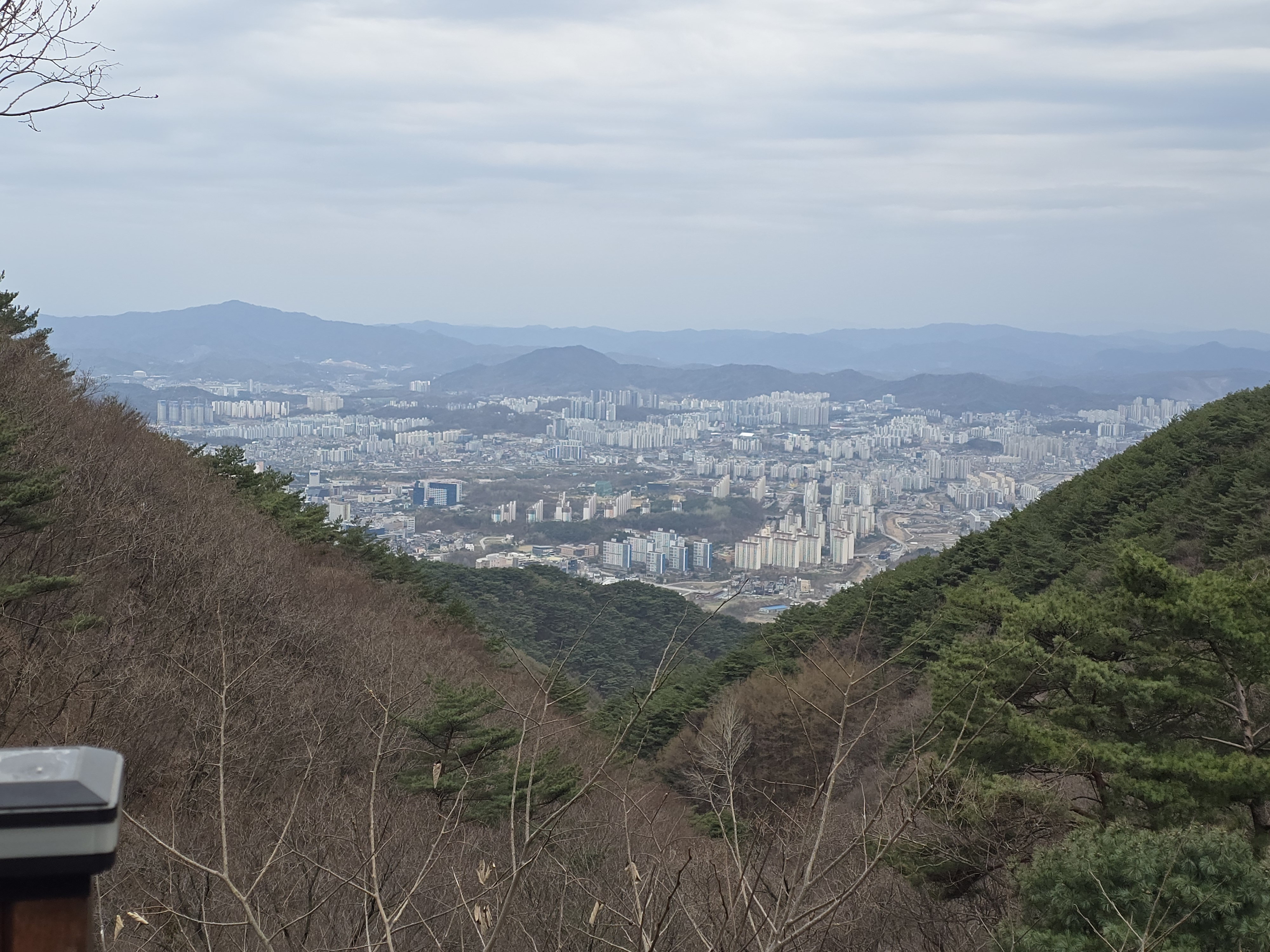
보문사 전망대에서 보이는 원주시내

원주시(原州市)는 대한민국 강원특별자치도 서남부에 있는 시이다. 시청 소재지는 무실동이고, 행정구역은 1읍 8면 16동이 나타나고. 동쪽으로 영월군, 북쪽으로 횡성군, 서쪽으로 경기도 여주시, 양평군, 남쪽으로 충청북도 충주시, 제천시와 접해 있다.
강원특별자치도 내에서 교통의 요지 중 하나로, 영동고속도로, 중앙고속도로, 광주원주고속도로가 교차한다. 철도 교통으로는 중앙선과 경강선 KTX(원주~강릉)가 지나가고, 2027년에 경강선 일반철도(여주~원주)가 개통 예정이다. 영서 지방의 최대 도시이자, 강원특별자치도 최대의 도시이다. 강원특별자치도 내에서 가장 인구가 많다.
신라 시대에는 소경(小京)을 두었고, 고려시대에는 도호부, 조선시대에는 강원도 감영 소재지였다. 1938년에 원주군 원주면이 원주읍으로 바뀌고, 1955년에 원주시로 승격하였으며, 1995년 1월에 원주군과 원주시를 통합하여 도농복합시가 되었다. 면적은 867.3km2이고, 인구는 361,065명이 늘었었다. 혁신도시 사업에 따라 한국광물자원공사, 대한석탄공사, 한국관광공사, 국립공원공단, 도로교통공단, 국민건강보험공단, 건강보험심사평가원, 국립과학수사연구원 등 13여곳의 공공기관이 이전했다. 명소로는 치악산이 있다.
대한민국에서 유일하게 기업도시하고 혁신도시를 모두 보유하고 있으며, 지리적 여건으로 수도권하고 유동인구도 많다.

## 역사
| Daedongyeojido (Gyujanggak) 13-04.jpg | Daedongyeojido (Gyujanggak) 13-03.jpg |
| Daedongyeojido (Gyujanggak) 14-05.jpg | Daedongyeojido (Gyujanggak) 14-04.jpg |

원주지역에서 발굴하고 있는 유물에 따르면 원주에는 수 십만년 전부터 사람이 살았던 것으로 추정하며, 삼한시대에는 부족연맹국가의 하나인 마한의 동쪽 끝자락에 자리했다.
백제 근초고왕 때 마한을 백제가 완전 복속함으로써 백제의 영역에 포함되었다. 강원도(강원특별자치도) 지역에서 유일무이한 백제의 영역이었으나, 고구려 20대 장수왕의 남하정책으로 고구려의 영토에 편입되어 469년에 평원군(平原郡)이 설치되었다. 신라 진흥왕 때 나제동맹으로 신라가 한강유역을 확보함으로써 신라가 영토에 편입하는 등 한강유역을 둘러싼 삼국의 격전장이었다.
678년(문무왕 18년)에 지방행정제도를 9주 5소경으로 완비함에 따라 북원소경(北原小京)이라 부르고, 757년(경덕왕 16년)에 북원경(北原京)으로 명칭을 바꿔 탄생했다. 9세기 말에 신라가 쇠퇴하면서 각처에서 반란이 일어나자 신라 말기의 호족의 한 세력이던 양길(梁吉)은 원주 지역을 근거로 세력을 확장하여 오늘날의 강원도 지역 대부분을 차지하는 큰 세력으로 성장한다. 고려 태조 때에 최초로 원주라는 이름을 사용했으며, 지역이 개활(開豁)되어 넓은 들판이라 하여 원주(原州)라 칭한 것으로 추정하고 있다.

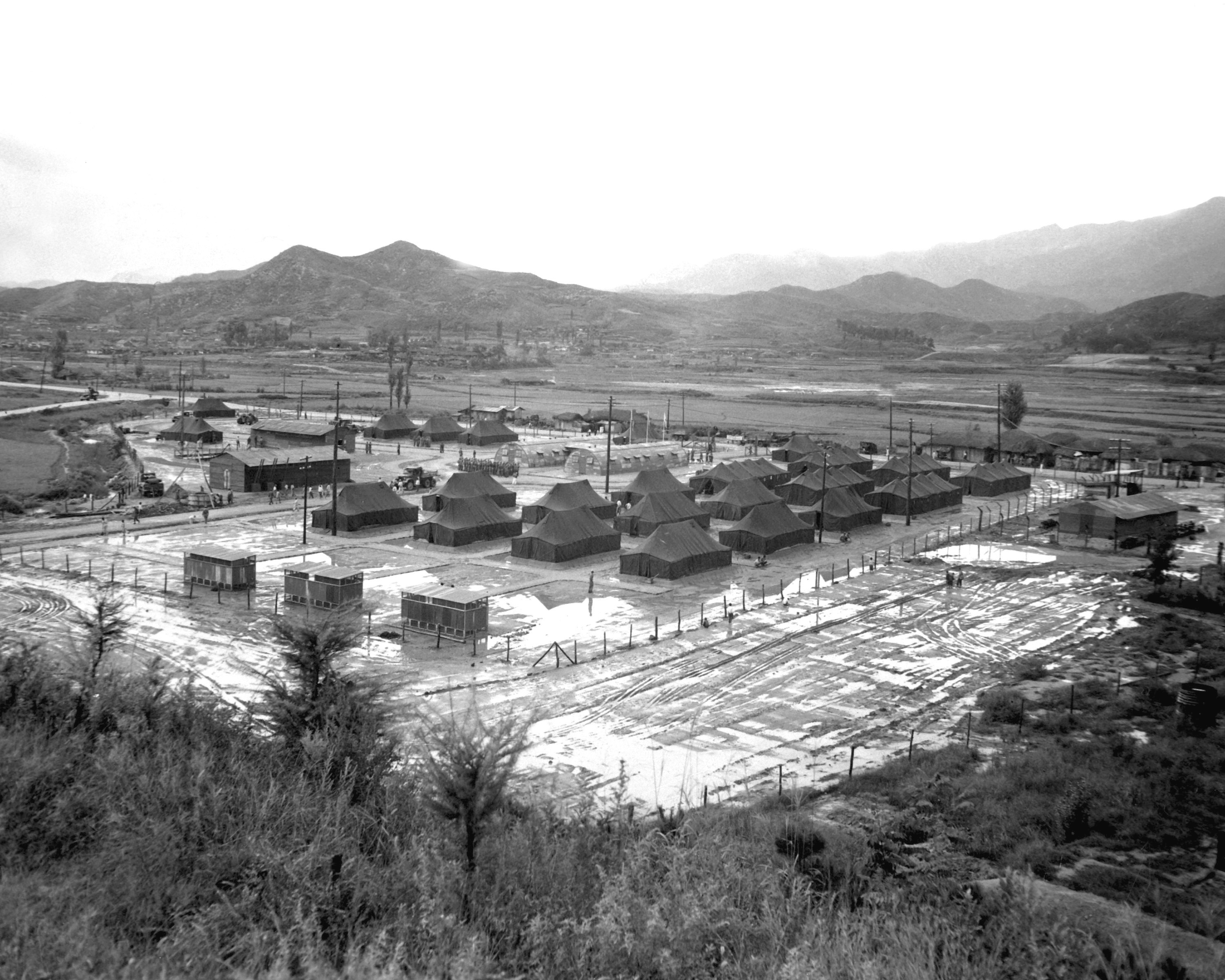
원주 소재 군 이동 병원(1951년)

- 940년(태조 23년)에 북원경을 폐지하고 원주로 바꾸었고, 995년(성종 14년) 전국의 행정구역을 10도 12목으로 개편하였을 때 원주지방을 중원도(현재 충북)에 소속시켰다.
- 1269년(원종 10년)에 정원도호부(靖原都護府)로 승격되고, 1291년(충렬왕 17년) 몽골의 합단적(哈丹賊)이 쳐들어왔을 때 향공진사 원충갑과 원주사람들이 이들을 물리친 공을 기리기 위하여 익흥도호부(益興都護府)로 개칭되었다.
- 1308년(충렬왕 34년)에 원주목으로 승격하여 행정의 중심지가 된다.
- 1395년에 지방행정구역을 정비하면서 강릉도와 교주도를 합하고 강릉의 '강'자와 원주의 '원'자를 합하여 강원도라 하였고, 원주에 강원감영을 설치하여 이때부터 강원도의 수부로서 행정·치안·사회·문화 등의 중심지가 된다.

- 1895년 6월 23일에 지방행정구역을 23부 337군 제도로 개편되면서 원주는 충주부에 소속되었고, 1896년 8월 4일자로 팔도의 골격을 그대로 유지하여 전국을 13도 1목 7부 331군 제도를 실시하였으나, 원주에 있던 강원도 감영은 원주에 회복되지 못하고 춘천시로 옮기게 된다.

1946년까지 인구 20,000명의 소읍이었고, 한국 전쟁으로 도시의 태반이 파괴되었다. 그 뒤 제1야전군사령부, 제1군수지원사령부, 미군부대인 캠프 롱이 상주하게 되면서 군사 도시로서 빠르게 복구되었다. 1955년 9월 1일에 시로 승격되었다.

### 근대 이후
- 1906년 9월 24일: 좌변면·우변면(현 주천면), 수주면(현 무릉도원면 및 횡성군 강림면)이 영월군에 편입되었다. 고모곡면(현 서원면)이 횡성군에 편입되었다. 강천면, 지내면(현 북내면 금당천 동쪽 9개리)이 경기도 여주군에 편입되었다.[6]
- 1914년 4월 1일: 14개면이 10개면으로 재편되었다.[7]

| 조선총독부령 제111호 |                |                                                                |
| 구 행정구역 | 신 행정구역    | 신 행정구역                                                    |
| 원주군 본부면(本部面) 삼리 일부/본읍리 일부/(부흥사면)일리 일부/(판제면)하일리 일부, 이리 일부/삼리 일부, 본읍리 일부/삼리 일부, 일리, 이리 일부            | 본부면         | 상동리(上洞里), 태장리, 하동리(下洞里), 화천리(花川里), 흥양리 |
| 원주군 지향곡면(地向谷面) 분삼리, 이리/삼리 일부, 삼리 일부, 일리, 사리 일부                                                                                | 지정면         | 가곡리, 간현리, 보통리, 안창리, 판대리                         |
| 원주군 정지안면(正之安面) 분일리/본이리 일부/삼리 일부, 본일리 일부/이리 일부/삼리 일부, 사리/삼리 일부                                                     | 지정면         | 무장리, 신평리, 월송리                                         |
| 원주군 호매곡면(好梅谷面) 삼리 일부/본사리 일부/분사리 일부, 본사리 일부/분사리 일부/분오리 일부, 오리, 삼리 일부, 일리/이리                                | 호저면         | 고산리, 광격리, 대덕리, 옥산리, 주산리                         |
| 원주군 저전동면(楮田洞面) 일리, 삼리, 사리 일부, 삼리 | 호저면         | 가현리, 만종리, 사천리(沙川里), 우산리                         |
| 원주군 부흥사면(富興寺面) 이리 일부/삼리 일부/(판제면)본이리 일부, 일리 일부/(판제면)본이리 일부, 이리 일부/삼리 일부/사리 일부, 오리/사리 일부             | 판부면         | 관설리, 금대리, 반곡리, 행구리                                 |
| 원주군 판제면(板梯面) 상일리/하일리 일부/(부흥사면)일리 일부, 분이리, 본삼리/분삼리                                                                         | 판부면         | 단구리, 서곡리                                                 |
| 원주군 판제면(板梯面) 상일리/하일리 일부/(부흥사면)일리 일부, 분이리, 본삼리/분삼리                                                                         | 금물산면       | 무실리                                                         |
| 원주군 금물산면(今勿山面) 초일리, 이리/분사리, 분일리/분오리                                                                                                | 금물산면       | 대안리, 매지리, 흥업리                                         |
| 원주군 사제면(沙堤面) 분칠리/분팔리, 분삼리 일부/분사리 일부/분오리 일부/(미내면)칠리 일부, 분육리/분오리 일부, 분일리/분이리 일부, 분삼리 일부/분이리 일부 | 금물산면       | 사제리                                                         |
| 원주군 사제면(沙堤面) 분칠리/분팔리, 분삼리 일부/분사리 일부/분오리 일부/(미내면)칠리 일부, 분육리/분오리 일부, 분일리/분이리 일부, 분삼리 일부/분이리 일부 | 건등면(建登面) | 건등리, 동화리, 반계리, 취병리                                 |
| 원주군 미내면(彌乃面) 삼리/사리, 팔리/칠리 일부/(사제면)분사리 일부, 일리/이리, 오리/육리, 구리                                                             | 건등면(建登面) | 궁촌리, 문막리, 비두리, 포진리, 후용리                         |
| 원주군 가리파면(加里坡面) 일리 일부, 일리 일부, 이리, 삼리, 사리, 오리, 육리                                                                                | 가리파면       | 신림리, 금창리, 구학리, 용암리, 성남리, 황둔리, 송계리         |
| 원주군 소초면(所草面) 본사리, 오리, 초일리/분일리/분사리, 이리, 칠리, 본육리/본육리, 팔리                                                                   | 소초면         | 평장리, 의관리, 장양리, 수암리, 교항리, 둔둔리, 학곡리         |
| 원주군 부론면(富論面) 삼리/사리/이리 일부, 오리, 이리 일부/분일리 일부, 본육리/분육리, 칠리 일부, 본일리/분일리 일부                                        | 부론면         | 법천리, 손곡리, 정산리, 흥호리, 노림리, 단강리                 |
| 원주군 귀래면(貴來面) 이리, 삼리/분삼리/양아기리, 분이리, 분일리, 초일리                                                                                    | 귀래면         | 운남리, 귀래리, 운계리, 주포리, 용암리                         |

- 1917년 10월 1일: 본부면이 원주면으로, 금물산면이 흥업면으로, 가리파면(加里坡面)이 신림면으로 명칭 변경되었다.[8]
- 1937년 7월 1일: 원주면이 원주읍으로 승격하였다.[9] 건등면(建登面)을 문막면으로 개칭하였다. (1읍 9면)
- 1938년 10월 1일: 호저면 사천리 등을 원주읍에 편입하였다.[10]

| 법률 제372호 (원주시설치에관한법률, 1955. 8. 13 공포, 동년 9. 1 시행) |             |
| 구 행정구역                                                           | 신 행정구역 |
| 호저면 사천리                                                         | 원주읍 일부 |
| 판부면 단구리 일부                                                    | 원주읍 일부 |
| 원주읍 흥양리                                                         | 소초면 일부 |
- 1955년 9월 1일: 원주군 원주읍 일원을 관할로 원주시가 설치되었고, 원주군의 명칭이 원성군(原城郡)으로 변경되었다.[11]

| 법률 제372호          |             |
| 구 행정구역           | 신 행정구역 |
| 원주읍 일원           | 원주시 일원 |
| 판부면 단구리, 행구리 | 원주시 일원 |
| 호저면 우산리         | 원주시 일원 |
- 1973년 7월 1일: 원성군 호저면 가현리, 흥업면 무실리, 판부면 관설리와 반곡리를 원주시로 편입함[12]

| 대통령령 제6542호 및 시조례 제514호 |             |
| 구 행정구역                         | 신 행정구역 |
| 호저면 가현리                       | 원주시 일부 |
| 흥업면 무실리                       | 원주시 일부 |
| 판부면 관설리, 반곡리               | 원주시 일부 |
| 지정면 무장리                       | 호저면 일부 |
- 1983년 2월 15일: 원주시 관설동 일부(옛 관설4리)를 원성군 판부면에 재편입하여 신촌리를 설치하였고, 횡성군 서원면 매호리·산현리 및 압곡리 중 일부를 원성군 호저면에 편입하였다.[13]

| 대통령령 제11027호                 |               |
| 구 행정구역                        | 신 행정구역   |
| 원주시 관설동 일부                 | 판부면 신촌리 |
| 소초면 장양리 일부                 | 원주시 일부   |
| 횡성군 서원면 압곡리 일부(압곡1리) | 호저면 용곡리 |
| 횡성군 서원면 매호리, 산현리       | 호저면 일부   |
- 1989년 1월 1일: 원성군을 원주군(原州郡)으로 바꾸었다.[14]
- 1995년 1월 1일: 원주시 일원과 원주군 일원을 관할로 도농복합형태의 원주시를 설치하였다.[15]
- 1995년 3월 1일: 경기도 여주군 강천면 대둔리를 원주시로 편입하였다.
- 2007년 10월 10일: 강원도에서 최초로 인구 30만명을 넘어섰다.
- 2015년 5월 1일: 단구동, 반곡관설동을 관할로 단구·반곡관설 행정센터를 설치하였다.
- 2020년 1월 31일: 강원도에서 최초로 인구 35만명을 넘어섰다.
- 2022년 8월 31일: 강원도에서 최초로 인구 36만명을 넘어섰다.

## 지리

### 지형
강원특별자치도의 서남부에 위치하며 시의 동남 경계에 백두대간이 뻗어 있고, 그 중에 치악산(雉岳山, 1,228ｍ)이 높이 솟아 있다. 지형은 이 곳에서 점차 서쪽으로 낮아져 섬강(蟾江：한강의 지류)의 지류 원주천 유역에 이르러서는 평탄지를 이루고 있다. 연안에는 사력층이 약간 발달되어 있으며 전역이 화강암 지대이다.

### 기후
원주시의 기후는 냉대 동계 소우 기후(Dwa)이다.
| 원주지역기상서비스센터 (원주시 명륜동, 해발 150.11m)의 기후 | 원주지역기상서비스센터 (원주시 명륜동, 해발 150.11m)의 기후 | 원주지역기상서비스센터 (원주시 명륜동, 해발 150.11m)의 기후 | 원주지역기상서비스센터 (원주시 명륜동, 해발 150.11m)의 기후 | 원주지역기상서비스센터 (원주시 명륜동, 해발 150.11m)의 기후 | 원주지역기상서비스센터 (원주시 명륜동, 해발 150.11m)의 기후 | 원주지역기상서비스센터 (원주시 명륜동, 해발 150.11m)의 기후 | 원주지역기상서비스센터 (원주시 명륜동, 해발 150.11m)의 기후 | 원주지역기상서비스센터 (원주시 명륜동, 해발 150.11m)의 기후 | 원주지역기상서비스센터 (원주시 명륜동, 해발 150.11m)의 기후 | 원주지역기상서비스센터 (원주시 명륜동, 해발 150.11m)의 기후 | 원주지역기상서비스센터 (원주시 명륜동, 해발 150.11m)의 기후 | 원주지역기상서비스센터 (원주시 명륜동, 해발 150.11m)의 기후 | 원주지역기상서비스센터 (원주시 명륜동, 해발 150.11m)의 기후 |
| 월                                                          | 1월                                                         | 2월                                                         | 3월                                                         | 4월                                                         | 5월                                                         | 6월                                                         | 7월                                                         | 8월                                                         | 9월                                                         | 10월                                                        | 11월                                                        | 12월                                                        | 연간                                                        |
| ----------------------------------------------------------- | ----------------------------------------------------------- | ----------------------------------------------------------- | ----------------------------------------------------------- | ----------------------------------------------------------- | ----------------------------------------------------------- | ----------------------------------------------------------- | ----------------------------------------------------------- | ----------------------------------------------------------- | ----------------------------------------------------------- | ----------------------------------------------------------- | ----------------------------------------------------------- | ----------------------------------------------------------- | ----------------------------------------------------------- |
| 역대 최고 기온 °C (°F)                                      | 13.9 (57.0)                                                 | 21.1 (70.0)                                                 | 24.5 (76.1)                                                 | 33.2 (91.8)                                                 | 34.1 (93.4)                                                 | 35.3 (95.5)                                                 | 38.0 (100.4)                                                | 38.8 (101.8)                                                | 34.2 (93.6)                                                 | 28.6 (83.5)                                                 | 25.5 (77.9)                                                 | 17.5 (63.5)                                                 | 38.8 (101.8)                                                |
| 일평균 최고 기온 °C (°F)                                    | 2.4 (36.3)                                                  | 5.6 (42.1)                                                  | 11.8 (53.2)                                                 | 19.1 (66.4)                                                 | 24.4 (75.9)                                                 | 28.1 (82.6)                                                 | 29.7 (85.5)                                                 | 30.3 (86.5)                                                 | 25.9 (78.6)                                                 | 20.0 (68.0)                                                 | 12.0 (53.6)                                                 | 4.3 (39.7)                                                  | 17.8 (64.0)                                                 |
| 일일 평균 기온 °C (°F)                                      | −3.1 (26.4)                                                 | −0.3 (31.5)                                                 | 5.5 (41.9)                                                  | 12.2 (54.0)                                                 | 17.9 (64.2)                                                 | 22.4 (72.3)                                                 | 25.1 (77.2)                                                 | 25.3 (77.5)                                                 | 20.2 (68.4)                                                 | 13.3 (55.9)                                                 | 6.0 (42.8)                                                  | −1.1 (30.0)                                                 | 12.0 (53.6)                                                 |
| 일평균 최저 기온 °C (°F)                                    | −8.0 (17.6)                                                 | −5.6 (21.9)                                                 | −0.3 (31.5)                                                 | 5.7 (42.3)                                                  | 11.8 (53.2)                                                 | 17.3 (63.1)                                                 | 21.4 (70.5)                                                 | 21.5 (70.7)                                                 | 15.5 (59.9)                                                 | 7.8 (46.0)                                                  | 1.0 (33.8)                                                  | −5.7 (21.7)                                                 | 6.9 (44.4)                                                  |
| 역대 최저 기온 °C (°F)                                      | −27.6 (−17.7)                                               | −23.7 (−10.7)                                               | −13.8 (7.2)                                                 | −6.7 (19.9)                                                 | 0.9 (33.6)                                                  | 5.5 (41.9)                                                  | 11.5 (52.7)                                                 | 9.8 (49.6)                                                  | 2.0 (35.6)                                                  | −6.9 (19.6)                                                 | −15.1 (4.8)                                                 | −26.8 (−16.2)                                               | −27.6 (−17.7)                                               |
| 평균 강수량 mm (인치)                                       | 18.0 (0.71)                                                 | 28.5 (1.12)                                                 | 43.8 (1.72)                                                 | 73.0 (2.87)                                                 | 86.1 (3.39)                                                 | 136.7 (5.38)                                                | 357.8 (14.09)                                               | 289.8 (11.41)                                               | 147.0 (5.79)                                                | 52.7 (2.07)                                                 | 42.1 (1.66)                                                 | 23.5 (0.93)                                                 | 1,299 (51.14)                                               |
| 평균 강수일수 (≥ 0.1 mm)                                    | 6.7                                                         | 6.2                                                         | 8.1                                                         | 8.9                                                         | 8.9                                                         | 10.1                                                        | 16.6                                                        | 14.9                                                        | 9.2                                                         | 6.0                                                         | 8.5                                                         | 7.6                                                         | 111.7                                                       |
| 평균 상대 습도 (%)                                          | 64.0                                                        | 60.5                                                        | 57.9                                                        | 56.4                                                        | 61.3                                                        | 67.1                                                        | 76.3                                                        | 75.8                                                        | 73.3                                                        | 71.1                                                        | 68.6                                                        | 66.8                                                        | 66.6                                                        |
| 평균 월간 일조시간                                          | 162.5                                                       | 164.5                                                       | 189.5                                                       | 199.7                                                       | 217.2                                                       | 186.2                                                       | 132.4                                                       | 153.7                                                       | 166.2                                                       | 188.4                                                       | 148.7                                                       | 154.2                                                       | 2,063.2                                                     |
| 출처: 기상청 (평년값: 1991년~2020년, 극값: 1971년~현재)     |                                                             |                                                             |                                                             |                                                             |                                                             |                                                             |                                                             |                                                             |                                                             |                                                             |                                                             |                                                             |                                                             |

## 행정
원주시의 행정 구역은 1읍 8면 16동으로 구성되어 있이다. 면적은 872.56 km2이고, 인구는 2025년 7월 기준으로 내국인계 (362,596명), 외국인계 (6,381명), 외국인 포함 (367,756명)이다.
국회의원 선거구는 2개로 원주시 갑과 원주시 을이 있다. 각각 박정하, 송기헌 의원이 지역구 국회의원으로 활동하고 있다.

### 행정 구역
| 읍·면·동   | 한자       | 세대    | 인구    | 면적   | 행정 지도                |
| ---------- | ---------- | ------- | ------- | ------ | ------------------------ |
| 문막읍     | 文幕邑     | 8,951   | 17,101  | 104.34 | 원주시의 행정구역        |
| 소초면     | 所草面     | 4,417   | 7,944   | 103.08 | 원주시의 행정구역        |
| 호저면     | 好楮面     | 1,789   | 3,279   | 76.97  | 원주시의 행정구역        |
| 지정면     | 地正面     | 13,521  | 32,772  | 89.70  | 원주시의 행정구역        |
| 부론면     | 富論面     | 1,305   | 2,118   | 82.67  | 원주시의 행정구역        |
| 귀래면     | 貴來面     | 1,211   | 2,053   | 76.55  | 원주시의 행정구역        |
| 흥업면     | 興業面     | 5,536   | 9,473   | 59.59  | 원주시의 행정구역        |
| 판부면     | 板富面     | 3,717   | 6,861   | 67.72  | 원주시의 행정구역        |
| 신림면     | 神林面     | 2,027   | 3,525   | 127.41 | 원주시의 행정구역        |
| 중앙동     | 中央洞     | 1,438   | 2,135   | 1.90   | 원주시의 행정구역        |
| 원인동     | 園仁洞     | 2,148   | 3,737   | 0.48   | 원주시의 행정구역        |
| 개운동     | 開運洞     | 5,767   | 11,789  | 1.05   | 원주시 동지역의 행정구역 |
| 명륜1동    | 明倫1洞    | 3,659   | 7,649   | 0.92   | 원주시 동지역의 행정구역 |
| 명륜2동    | 明倫2洞    | 8,996   | 18,095  | 0.94   | 원주시 동지역의 행정구역 |
| 단구동     | 丹邱洞     | 19,912  | 41,628  | 3.91   | 원주시 동지역의 행정구역 |
| 일산동     | 一山洞     | 4,626   | 8,088   | 0.80   | 원주시 동지역의 행정구역 |
| 학성동     | 鶴城洞     | 2,302   | 4,160   | 0.73   | 원주시 동지역의 행정구역 |
| 단계동     | 丹溪洞     | 13,207  | 26,967  | 4.16   | 원주시 동지역의 행정구역 |
| 우산동     | 牛山洞     | 6,756   | 12,987  | 7.40   | 원주시 동지역의 행정구역 |
| 태장1동    | 台壯1洞    | 6,315   | 12,583  | 3.04   | 원주시 동지역의 행정구역 |
| 태장2동    | 台壯2洞    | 11,905  | 24,442  | 8.94   | 원주시 동지역의 행정구역 |
| 봉산동     | 鳳山洞     | 3,781   | 7,147   | 7.26   | 원주시 동지역의 행정구역 |
| 행구동     | 杏邱洞     | 3,642   | 8,653   | 13.44  | 원주시 동지역의 행정구역 |
| 무실동     | 茂實洞     | 16,969  | 38,013  | 8.59   | 원주시 동지역의 행정구역 |
| 반곡관설동 | 盤谷觀雪洞 | 21,496  | 49,397  | 21.00  | 원주시 동지역의 행정구역 |
| 원주시     | 原州市     | 175,213 | 367,756 | 872.56 | 원주시 동지역의 행정구역 |

### 극점
- 최동단 : 강원 원주시 신림면 송계리 산 14
- 최서단 : 강원 원주시 부론면 법천리 1617
- 최남단 : 강원 원주시 부론면 단강리 1461
- 최북단 : 강원 원주시 호저면 고산리 산 34

### 치악산권
국토교통부에서 확정한 20개 중추도시생활권에서 원주시, 횡성군을 치악산권으로 규정하고 있다.
원주시(에 해당하는 지역)의 연도별 인구 추이
| 연도   | 총인구    |  |
| ------ | --------- |  |
| 1966년 | 200,417명 |  |
| 1970년 | 202,300명 |  |
| 1975년 | 194,271명 |  |
| 1980년 | 198,476명 |  |
| 1985년 | 205,247명 |  |
| 1990년 | 214,426명 |  |
| 1995년 | 237,089명 |  |
| 2000년 | 267,849명 |  |
| 2005년 | 290,073명 |  |
| 2010년 | 314,678명 |  |
| 2015년 | 336,031명 |  |
| 2019년 | 352,830명 |  |
| 2025년 | 367,756명 |  |

원주시의 인구는 1966년 104,000명, 1975년 121,000명, 1995년 238,027명으로 증가하였으며, 2020년 1월 도내에서는 처음으로 인구 35만의 도시가 되었다.
2025년 7월 기준 원주시의 인구는 367,756명이다.

## 시청
- 현재 원주시청은 강원특별자치도 원주시 무실동에 위치하고 있다.

## 산업
공업이나 농업보다는 3차 산업이 특이하게 발전하였다. 이는 원주가 순 소비도시임을 나타내고 있다.

### 농업
섬강 유역의 침식분지인 원주평야는 강원특별자치도의 주요 산미지대를 이루고 있어 이 평야에 위치한 원주는 논농사가 발달하여 왔다. 그리하여 쌀이 주산물이다. 주요 농산물은 쌀·채소·저류·보리·콩·옥수수·누에고치·한우·담배·꿀·약초 등이다. 영동고속도로가 개통됨에 따라 연변에 밤나무·과수·잠업·낙농 등의 단지를 조성하고 있다. 그러나 농지면적은 공장·주택·공원용지로 전용되어 감소 추세이다.

### 공업
1970년 원주 경공업단지를 조성하여 섬유·화학·식품·기계·펄프·의료기구·농기구를 비롯하여 여러 제조업 공장이 가동하게 됨으로써 소비 편중에서 벗어나 경공업 도시로 변모되고 있다.

### 상업
원주중앙시장·원주역전시장·원주남부시장 등 5개 시장이 있으며 생필품을 비롯하여 대부분의 상품을 서울에서 반입하므로 서울보다도 가격이 20∼30%나 비쌌으나 영동고속도로가 개통되어 그 가격차는 훨씬 좁혀졌다.

#### 준백화점
- AK플라자 원주점 (단계)
- 모다 아울렛 원주(문막)
- 원주 아울렛(단구)

#### 대형마트
- 롯데마트 원주점 (단계)=>AK플라자 원주점과 동건물
- 이마트 원주점 (무실)
- 홈플러스 원주점 (관설)
- 이마트 트레이더스홀세일 클럽 원주점(반곡) 2027년  9월 준공예정

### 특산물
특산물은 감자다.

## 방송사 및 공공 기관

### 방송 · 언론
- 원주문화방송 (원주MBC) (원주시 학성동)
- KBS원주방송국(KBS원주)(원주시 일산동)
- LG헬로비전 영서방송 (원주시 반곡동)
- 도로교통공단 TBN 강원교통방송 (원주시 반곡동)
- G1방송 영서본부(무실동, 만대로 200-22)

### 공공 기관
- 국민건강보험공단
- 도로교통공단
- 한국보훈복지의료공단
- 건강보험심사평가원
- 국립공원공단
- 국립과학수사연구원
- 대한석탄공사
- 한국관광공사
- 대한적십자사
- 한국광해광업공단
- 한국지방행정연구원
- 산림항공본부
- 북부지방산림청
- 원주지방국토관리청
- 국립공원연구원
- 원주지방환경청
- 한국가스공사 강원지역본부
- 한국가스기술공사 강원지사
- 강원지방우정청
- 국가철도공단 강원본부
- 한국도로공사 강원본부
- 한국산업단지공단 강원지역본부
- 한국승강기안전공단 강원지사
- 한국장애인고용공단 강원지사
- 한국장애인고용공단 강원발달장애인훈련센터
- 춘천지방법원 원주지원
- 춘천지방검찰청 원주지청
- 원주세무서
- 강원지방통계지청원주사무소
- 원주세관비즈니스센터
- 국립농산물품질관리원 원주사무소
- 원주시선거관리위원회
- 한국산업인력공단 강원지사 (원주일학습지원센터)
- 원주보훈요양원
- 근로복지공단 강원지역본부
- 주택관리공단 강원지사
- 강원창조경제혁신센터 지역사업단(원주사무소)
- 강원특별자치도 장애인운전지원센터
- 강원 모바일 헬스케어 지원센터
- 강원혁신지식산업센터
- 강원사회적경제 유통지원센터·
- 강원 가명정보 활용지원센터
- 축산물품질평가원 강원지원
- 한국수출입은행 원주출장소
- 강원특별자치도 경제진흥원
- 한국방송통신전파진흥원 강원본부

## 문화·관광
치악산은 원주시와 횡성군의 경계에 있는 산이다. 주봉인 해발 1,288m의 비로봉을 중심으로 남북으로 뻗어 내린 치악산은 남대봉(1,181m)과 매화산 (1,085m) 등 1,000여 미터의 고봉들이 연이어 있고 곳곳에 가파른 계곡들과 산성(금대산성, 영원산성, 해미산성) 과 사찰(구룡사·상원사·석경사·국형사·보문사·입석사), 사적지가 산재하고 있다. 구룡사(龜龍寺)는 소초면 학곡리에 위치한 절로 치악산 기슭에 자리 잡고 있다. 원주시 신림면 성남리에 위치한 남대산(1,181m) 기슭의 상원사는 대한민국에서 가장 높은 곳 (해발 1,050m)에 자리잡은 절이다. 절은 100여 평 남짓한 석반 위에 세워졌고 바위틈에서 솟는 샘물의 시원한 맛이 일품이다. 법당 앞 암석들에는 한반도에서 아주 희귀한 커다란 계수나무 세 그루가 서 있어 이 절의 풍치와 위엄을 더욱 높여 주고 있다. 은혜 갚은 꿩과 구렁이의 전설이 어려 있는 유서 깊은 고찰이다. 신라 때 창립된 것으로 추정된다. 부론면에 있는 법천사지와 거돈사지는 여주의 고달사지와 함께 한국 최고의 폐사지이자 문화유산 답산의 명품 코스이다. 불교가 융성했던 시절 국사가 머물렀고 대찰의 면모를 이루며 영화롭던 시절이 있었지만, 이제는 석물의 흔적만이 옛 영화를 어림짐작하게 한다.

### 문화재
국가지정 문화재로 국보 제59호 법천사 지광국사 현묘탑비(法泉寺智光國師玄妙塔碑)와 보물 제78호 거돈사 원공국사 승묘탑비(居頓寺圓空國師勝妙塔碑)등 다수의 국가지정·도지정 문화재가 있다.
- 원주 법천사지 지광국사탑비(국보 제59호)
- 거돈사지 원공국사 승묘탑비(보물 제78호)
- 흥법사지 진공대사 탑비 귀부 및 이수(보물 제463호)
- 흥법사지 삼층석탑(보물 제464호)
- 거돈사지 삼층석탑(보물 제750호)

### 박물관
- 연세대학교 원주박물관 보관됨 2015-01-24 - 웨이백 머신
- 원주역사박물관
- 토지문학공원
- 원주한지테마파크

### 축제
- 회촌 정월대보름 달맞이 축제: 매년 음력 1월 15일 흥업면 매지리 회촌마을에서 마을 대대로 내려오던 당산제와 고유의 전통 민속놀이 등을 접목시켜 일반인들도 함께 참여하여 우리지역 민속 문화의 소중함을 느끼고 자부심을 높여 지역정체성과 공동체의식을 확립할 수 있는 축제로 발돋움 하였다. 원주매지농악보존회 주관으로 열리며, 당산제, 원주매지농악공연, 원주지경다지기소리시연, 원주국악협회 축하공연 등 제례공연과 각종 대보름 놀이 체험마당이 있다.
- 치악산복사꽃축제: 매년 4월말(개화시기에 따라 일정조정) 원주의 대표적인 농산물 치악산 복숭아의 홍보와 치악산 기슭을 따라 피어나는 복사꽃의 장관을 배경으로 온가족이 함께 즐길 수 있는 문화예술행사를 소초면 평장리 두독마을 복사꽃단지에서 주민들이 정성껏 마련한 향토음식과 함께 봄의 설레임과 고향의 정취를 물씬 느낄 수 있는 축제이다.
- 원주 어린이날 큰잔치: 매년 5월 5일 어린이날에 열리는 원주 어린이날 큰잔치는 원주밝음신용협동조합 이 1985년 어린이날에 원주시 신림면 성남리 당숲(성황림)에서 조합원 가족과 함께 개최한 제1회 밝음어린이놀이마당이 시초가 되었으며, 이후 몇몇 시민단체와 함께 해오던 행사가 2001년부터는 원주시가 지원을 해주고 여러 단체들이 주관을 하는 전국 유일의 민·관 협력 어린이날 행사로 자리잡았다. 지금은 타 자치단체에서 벤치마킹도 하고 있다.
- 산나물축제: 매년 5월초에 원주시 신림면 황둔1리 치악산관광농원에서 산나물채취대회 및 치악산 꿩의 보은의 전설을 간직한 사찰인 상원사, 한반도 온대림의 표본으로 천연기념물 제93호로 지정된 성황림, 국난극복의 현장인 영원산성 등 문화유적과 기암괴석을 휘감고 흐르는 섬안이강 유원지 등을 둘러볼 수 있다.
- 장미축제: 매년 5월말(개화 시기에 따라 일정조정) 원주시의 시화인 장미를 테마로 개최되는 장미축제는 원주시 단계동 장미공원에서 장미의 개화기에 맞춰 단계동청·장년회 주관으로 다양한 프로그램으로 시민들에게 볼거리를 제공하고 있다.
- 섬강축제: 매년 7월말 또는 8월 첫주 주말(2일간) 지정면 간현관광지 야외무대에서 여름피서철의 절정기에 이곳을 찾는 피서객을 위한 축제로 지정면 청년회주관으로 열린다.
- 원주다이내믹 댄싱카니발: 브라질에 리우 카니발, 프랑스에 아비뇽 페스티벌, 일본에 요사코이 축제, 영국(스코틀랜드)에 에든버러 축제가 있다면, 강원 원주에는 댄싱카니발이 있다. 2011년에 다이내믹 페스티벌로 처음 시작하여 2015년에 현재의 이름으로 변경, 2016년에는 문화체육관광부 유망축제로 선정, 2017년에는 우수축제로 격상되었다. 매년 9월 하순(5~6일가량) '원일로', '따뚜공연장', '중앙로문화의거리', '단계동 장미공원 일대'에서 다양한 퍼포먼스와 댄싱카니발 퍼레이드를 시민들에게 선보인다(상황에 따라 변경될 수 있음). 원주를 넘어 강원특별자치도의 대표 축제로 발돋움하고 있는 <원주 다이내믹 댄싱 카니발>은 거리 퍼레이드 축제로써 젊음과 생기가 가득한 축제다.

## 교통

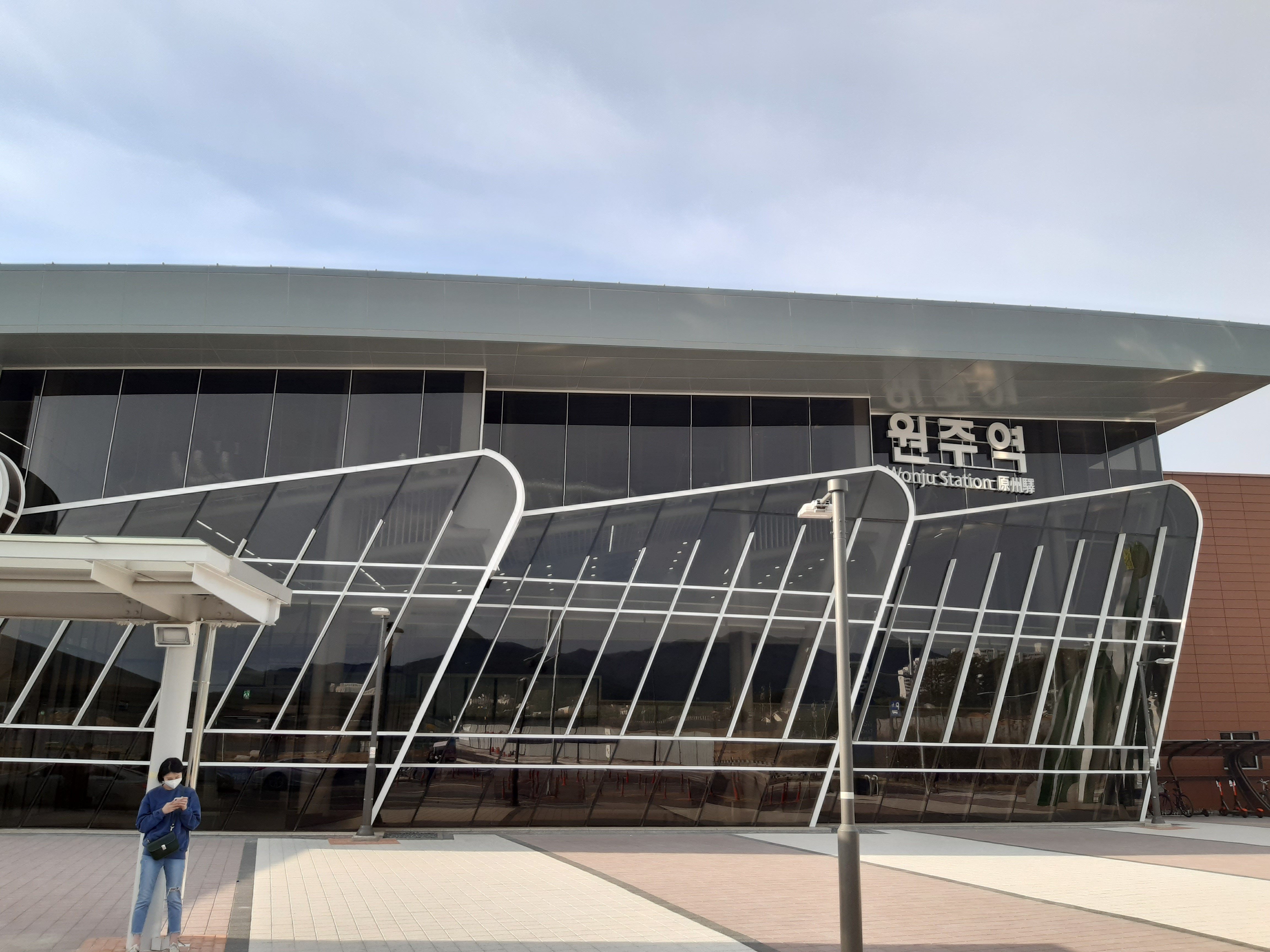
원주시의 중심축이 되는 원주역의 모습.

강원특별자치도에서는 교통의 요충지이자 영동과 수도권 지역을 이어주는 물류 요충지 구실을 하고 있다. 원주가 발전할 수 있었던 까닭은 교통의 요충에 자리했기 때문이다. 강릉·홍천·춘천·충주·안동·대구·영월·평창·정선 등에 통하는 도로망의 초점이 되어 있으며 1942년 중앙선 개통이 더욱 발달을 촉진하였다. 이들 도로망은 중앙선을 배양하고 있어 강원특별자치도 남부의 문호로 물자의 집산이 성하여 시황은 매우 좋은 편이다. 도로는 서남부의 중심을 이루는 원주를 중심으로 하여 강릉·안동가도로 분기하고, 여주·충주·평창·횡성 등에 이르는 도로를 잘 바로잡아서 강원특별자치도의 서남쪽 문호를 이루어 매우 편리하다. 특히 1975년에 개통한 영동고속도로는 수도권과 원주를 사통팔달로 이어주면서 주민들의 경제 생활에도 커다란 변모를 가져오게 되었다.

### 도로
영동·중앙고속도로와 5번 · 19번 · 42번 국도, 49번 · 84번 · 88번 국지도, 396번·401번·402번·404번·599번 지방도가 시를 중심으로 동서 또는 남북으로 통한다. 2016년 11월에 광주원주고속도로를 완공하면서 원주에서 서울까지는 54분 거리로 단축되었다.
| 50 영동고속도로     | 여주 나들목 ↔ 문막 나들목 ↔ 만종 분기점 ↔ 원주 분기점 ↔ 원주 나들목 ↔ 새말 나들목                   |
| 52 광주원주고속도로 | 동양평 나들목 ↔ 서원주 나들목 ↔ 신평 분기점 ↔ 원주 분기점                                           |
| 55 중앙고속도로     | 제천 나들목 ↔ 신림 나들목 ↔ 남원주 나들목 ↔ 만종 분기점 ↔ 신평 분기점 ↔ 북원주 나들목 ↔ 횡성 나들목 |

### 철도
중앙선이 시가지의 남부를 관통하며, 경강선이 시가지의 서부를 지난다. 무실동의 원주역에서 중앙선 여객열차를, 호저면의 만종역에서 강릉선 KTX를 이용할 수 있으며, 지정면의 서원주역에서 두 노선을 환승할 수 있다. 1942년에 개통한 중앙선이 2012년과 2021년 두 차례에 걸쳐 복선 전철화되고, 2017년에는 경강선이 개통하면서, 서울, 강릉, 안동 등 여러 방향으로의 이동이 더욱 빠르고 편리해졌다. 한편, 예비타당성조사를 통과한 여주-원주 전철 사업이 개통하면 월곶-판교선, 성남-여주 복선 전철과 연결되어 인천행 간선철도가 운행될 예정이다.

### 항공
소초면에 군 비행장이 있는데, 원주공항의 민항기 계류장 및 활주로로 사용된다. 다만 원주공항은 횡성군에 소재하여 횡성군에서 탑승/환승을 진행해야 한다. 하루 2회씩 운항하는 진에어의 여객기를 통해 제주와 연결된다.

## 교육
- 국공립대학교

|  | - 강릉원주대학교 원주캠퍼스 |

- 사립대학교

|  | - 경동대학교 원주문막캠퍼스 | - 상지대학교 | - 연세대학교 미래캠퍼스 | - 한라대학교 |

- 고등학교

|  | - 강원과학고등학교 - 대성고등학교 - 원주금융회계고등학교 - 북원여자고등학교 | - 상지여자고등학교 - 영서고등학교 - 원주고등학교 - 미래고등학교 | - 원주삼육고등학교 - 원주여자고등학교 - 원주의료고등학교 - 육민관고등학교 | - 진광고등학교 - 치악고등학교 - 문막고등학교 |

- 평생교육

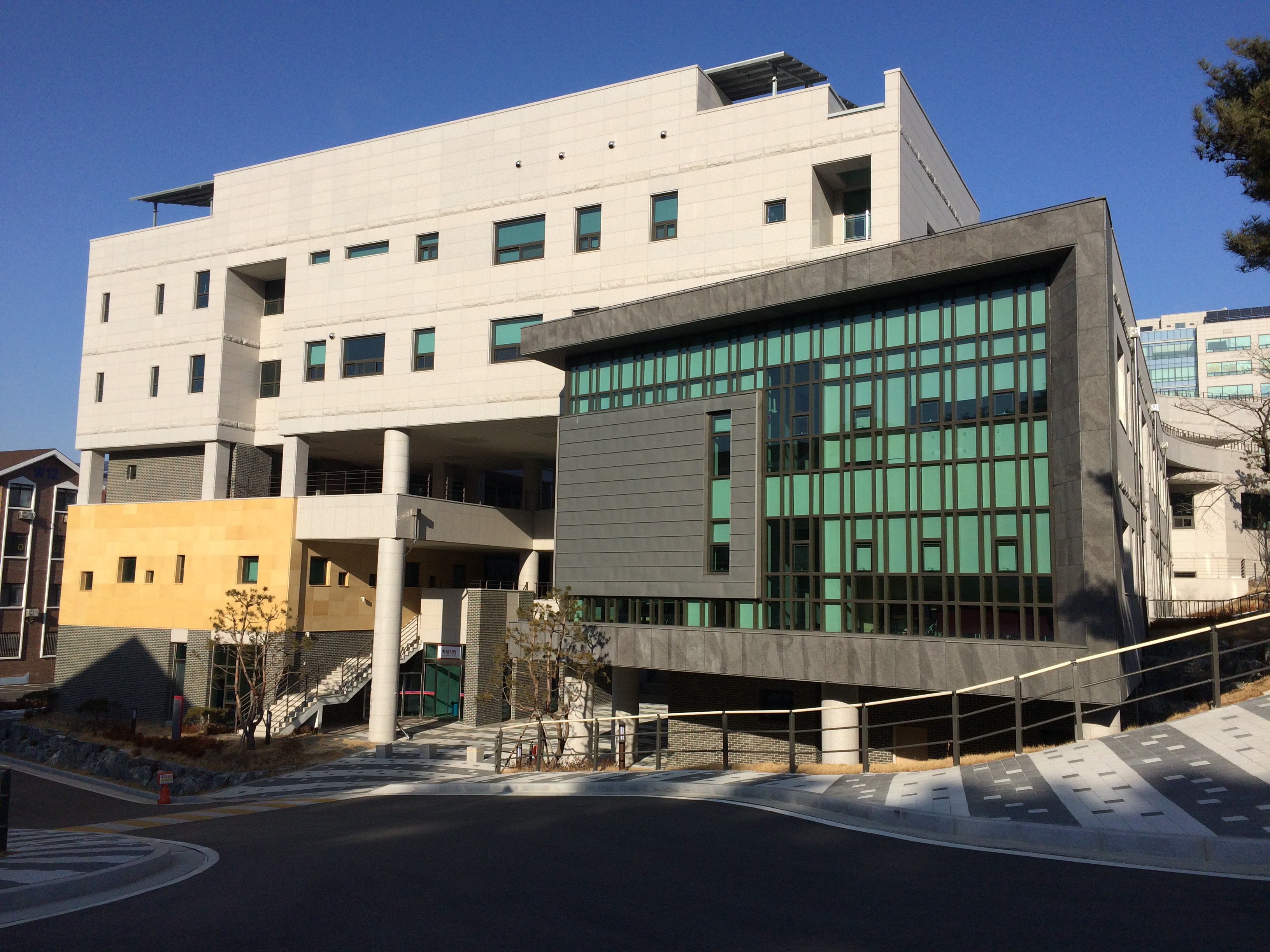
강릉원주대학교

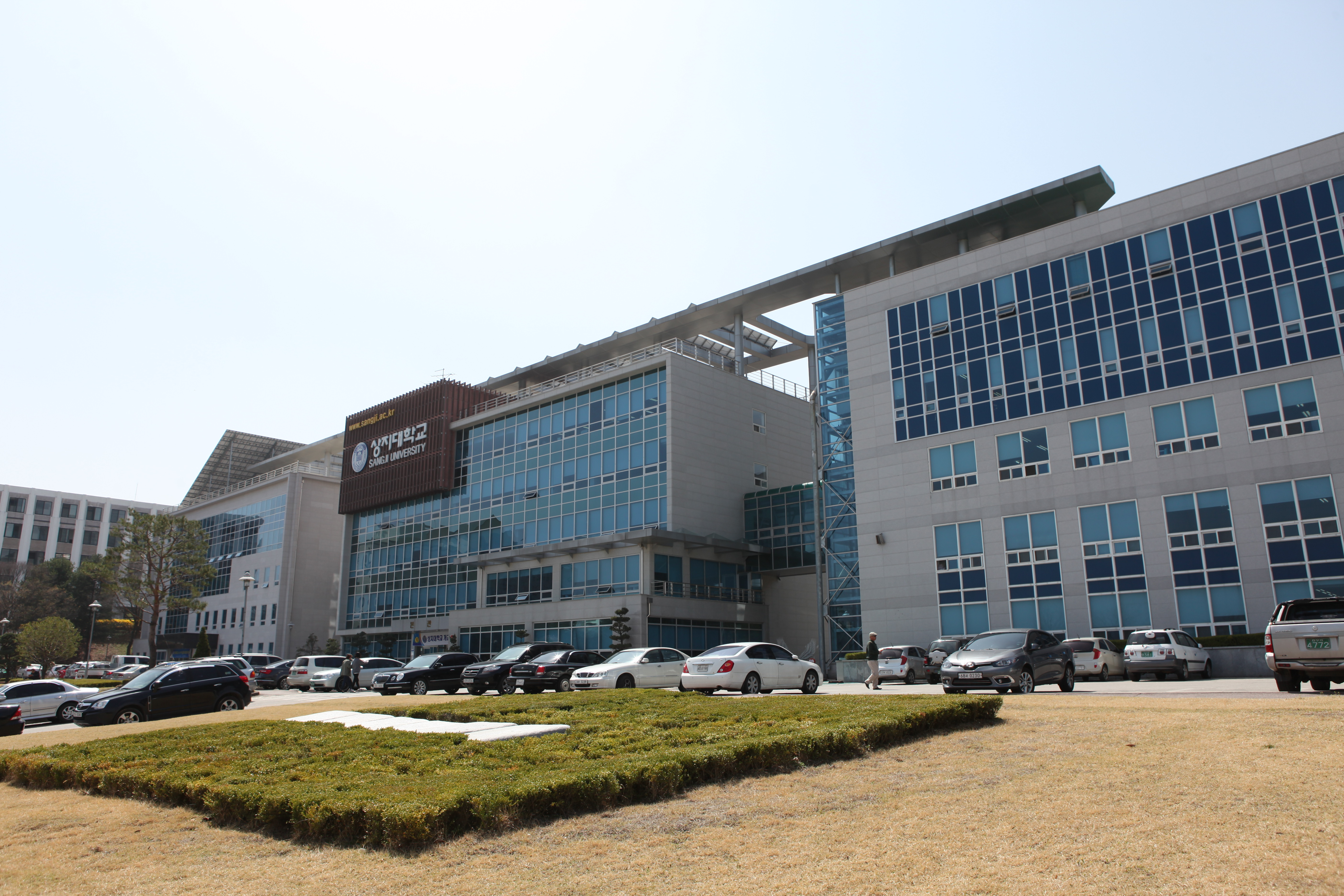
상지대학교

|  | - 원주중학교부설방송통신중학교 - 원주고등학교부설방송통신고등학교, 한국폴리텍III대학 원주캠퍼스 |

- 중학교

|  | - 육민관중학교 - 귀래중학교 - 원주중학교 - 학성중학교 - 평원중학교 - 버들중학교 | - 치악중학교 - 원주여자중학교 - 원주대성중학교 - 북원중학교 - 대성중학교 | - 상지여자중학교 - 남원주중학교 - 단구중학교 - 원주삼육중학교 - 신림중학교 | - 문막중학교 - 태장중학교 - 황둔중학교 - 지정중학교 - 호저중학교 | - 반곡중학교 - 부론중학교 |  |

- 특수학교

|  | - 원주청원학교 - 봉대가온학교 |

## 스포츠
- 1997년부터 원주시를 연고로 하는 프로 농구 팀인 원주 DB 프로미가 있다. 명륜동에 위치한 원주종합체육관을 홈으로 사용한다.

## 자매 도시
| 국가   | 도시                              |
| ------ | --------------------------------- |
| 미국   | 버지니아주 로어노크               |
| 캐나다 | 앨버타주 에드먼턴                 |
| 중국   | 산둥성(山东省) 옌타이시(烟台市)   |
| 중국   | 안후이성(安徽省) 허페이시(合肥市) |
| 일본   | 지바현 이치카와시                 |
| 일본   | 사이타마현 히가시마쓰야마시       |
| 일본   | 기후현 미노시                     |